# Querlenker
Als Querlenker werden bei der Einzelradaufhängung an Kraftfahrzeugen quer oder leicht schräg zur Fahrtrichtung angeordnete Lenker bezeichnet. Sie führen den Radträger annähernd in vertikaler Richtung und übertragen die Querkräfte zwischen Rad und Fahrzeugkörper. Zum Übertragen der Längskräfte sind entweder zusätzliche Längslenker erforderlich oder die Lenker sind an einer Seite mit einem Scharniergelenk statt Kugelgelenk ausgeführt (Dreieckslenker). Querlenker mit Scharniergelenk an beiden Seiten heißen Trapezlenker. Dreieckslenker sind in der Regel breit am Fahrzeugkörper gelagert, aber bei nicht gelenkten Rädern auch am Radträger, das Kugelgelenk ist dann am Fahrzeugkörper gelagert.
Typen von Achsen mit Querlenkern sind die Doppelquerlenkerachse mit zwei übereinander liegenden Dreieckslenkern, die Federbein-Achse mit einem unteren Dreieckslenker und einem radführenden Federbein mit einem Schiebegelenk oder die Mehrlenkerachse, bei der alle Stablenker mehr oder weniger schräg angestellt sind. Mitunter übernimmt auch eine Querblattfeder die Funktion des zweiten Querlenkers (Fiat 600, Trabant, Wartburg 311, Panhard 24, Ford P4), oder unterer Quer- und oberer Längslenker werden miteinander kombiniert (Rover P6, Glas 1004).
Das wesentliche radführende Element von Pendelachsen wird in der Regel nicht als Querlenker bezeichnet. Es ist aber, analog zum Schräglenker der Schräglenkerachse oder der Längslenker der Längslenkerachse, starr mit dem Radträger verbunden. Pendelvorderachsen wurden selten ausgeführt, in den 1930er Jahren bei Derby oder beim BMW 3/15, später noch beim Hillman Imp und dem Goggomobil und in jüngerer Zeit noch bei Tatra-Lastwagen.
Ein Querlenker zur Querführung einer Starrachse ist der in einer vertikalen Ebene drehende Panhardstab (letztes Bild).

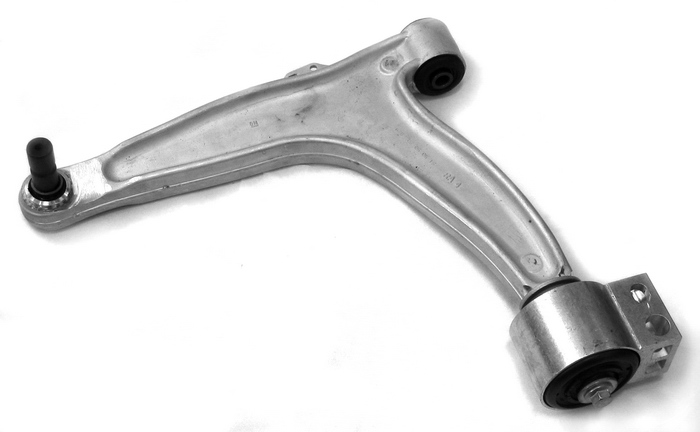
Dreiecks-Querlenker eines Pkw
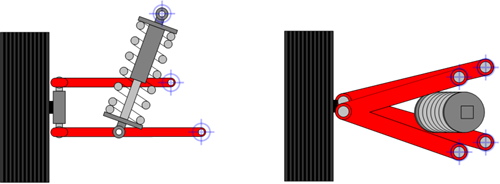
Radführung mit zwei Querlenkern
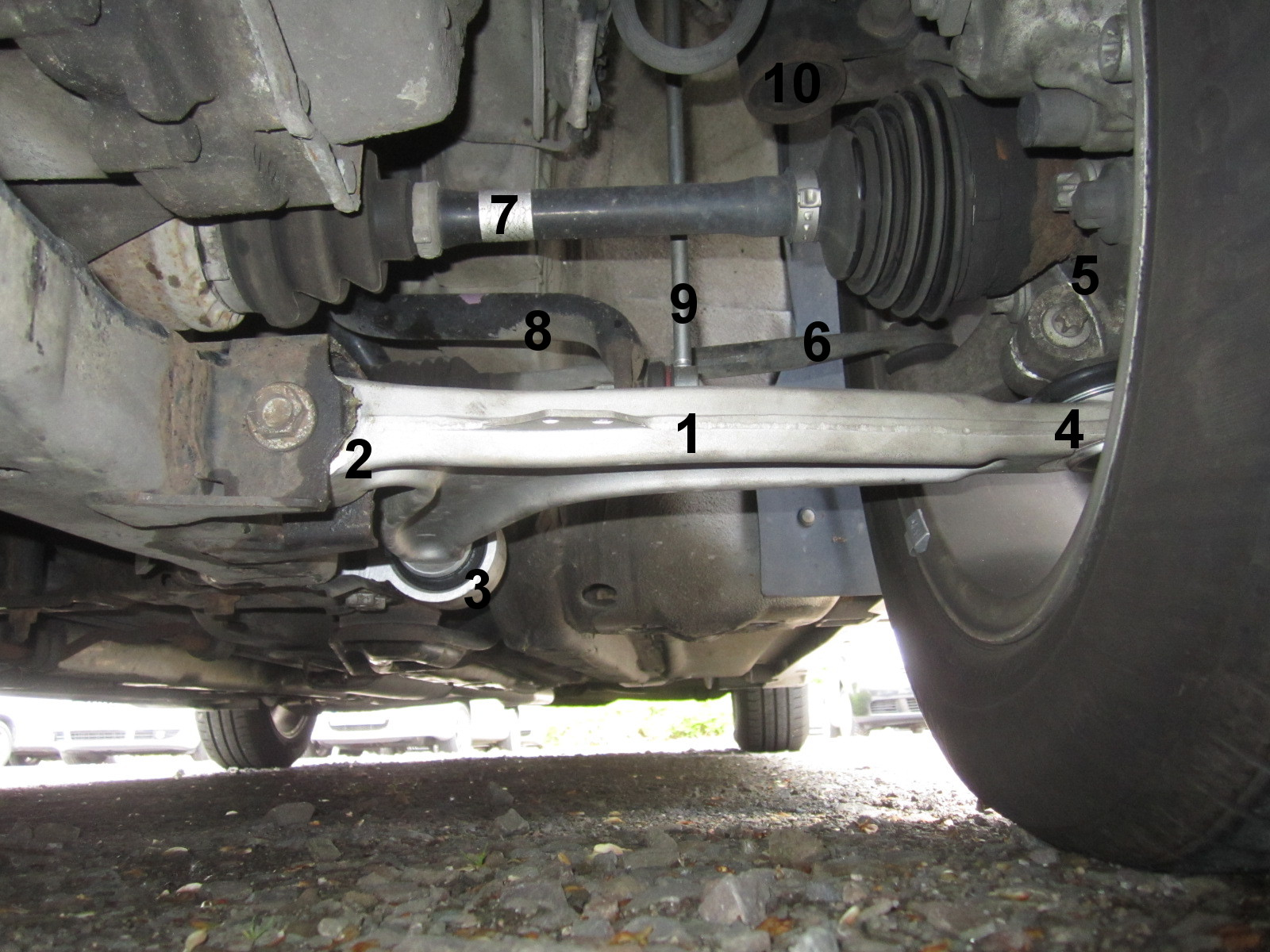
Dreiecks-Querlenker (1) eines angetriebenen linken Vorderrades mit MacPherson-Federbein (nur zum Teil sichtbar)
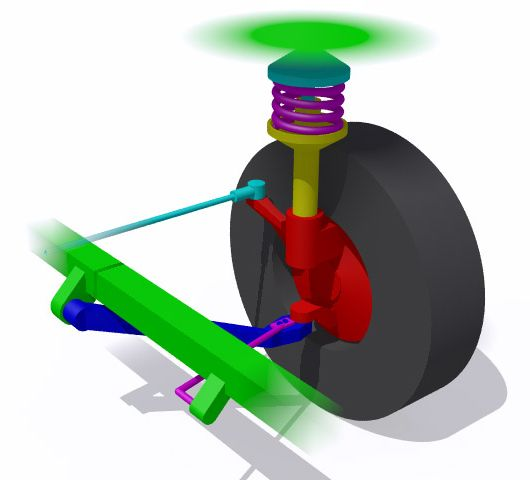
Schematische Darstellung der Radaufhängung des vorigen Bildes; hier mit zweiteiligem Querlenker (dunkelblau und magenta).
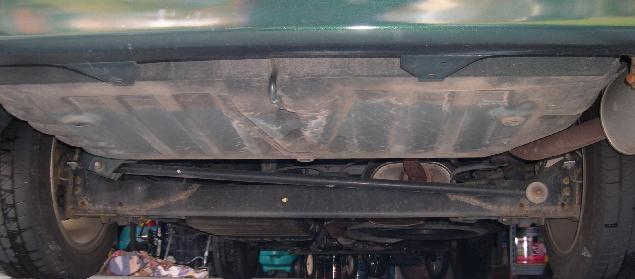
Starre Pkw-Hinterachse mit Panhardstab